# Waldenburger Kapelle

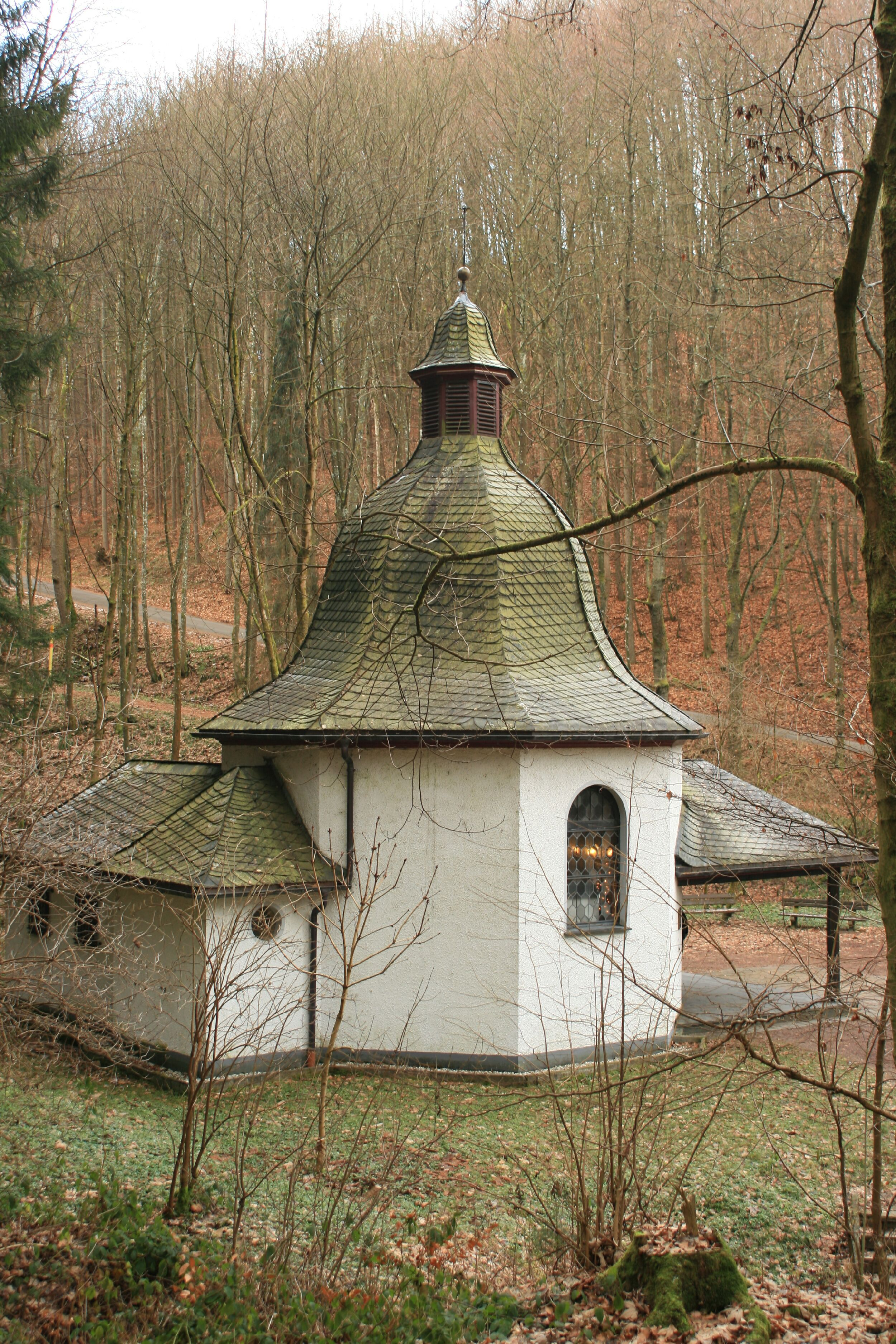
Die Waldenburger Kapelle

Die Waldenburger Kapelle ist eine Wallfahrtsstätte an der Biggetalsperre in Attendorn (Kreis Olpe).
Eine Waldenburger Kapelle ist zuerst in der im 11. Jahrhundert errichteten Waldenburg nachgewiesen. Ab 1712 wurde von der Familie von Fürstenberg, an die die Burg wenige Jahre zuvor gefallen war, eine eigene achteckige Kapelle mit einem geschnitzten Altar errichtet. Sie ersetzte die Kapelle in der Waldenburg, die einem Brand zum Opfer gefallen war. Geweiht wurde die neue Kapelle am 16. Februar 1723.
Seit dem 18. Jahrhundert ist diese Waldenburger Kapelle eine Marienwallfahrtsstätte mit einem 30 Zentimeter hohen gotischen Gnadenbild unbekannter Herkunft, das aus dem 14. Jahrhundert stammen soll und 1756 mit Silberschmuck aufgewertet wurde.
1965 musste die Kapelle dem Bau der Biggetalsperre weichen. Etwa 50 Höhenmeter weiter oberhalb wurde die Kapelle vom Ruhrtalsperrenverein am heutigen Standort unter Verwendung des historischen Dachstuhls wieder aufgebaut. Eigentümer der Kapelle sind auch heute noch die Freiherren von Fürstenberg. Die kirchliche Betreuung hat die katholische Pfarrgemeinde Attendorn übernommen. In einer feierlichen Prozession wurde das Marienbild am 11. Dezember 1966 vom Sauerländer Dom in die neu errichtete Kapelle gebracht.
Noch heute finden regelmäßig Wallfahrten zur Waldenburger Kapelle statt, vorwiegend aus den Kirchengemeinden im Umkreis. Jährlich werden rund 60.000 Kerzen entzündet. In der Kapelle befindet sich immer zur Weihnachtszeit eine große Krippe. Auf 35 Quadratmetern stehen mehr als 70 Figuren. Auch wenn die Kapelle geschlossen ist, kann man die Krippe durch ein Gitter betrachten. In der Krippenlandschaft befindet sich auch ein Nachbau der Waldenburger Kapelle. 